# Thecadactylus
Thecadactylus este un gen de șopârle din familia Gekkonidae.

Cladograma conform Catalogue of Life:
| Thecadactylus | \| \| Thecadactylus rapicauda \| \| \| \| \| \| Thecadactylus solimoensis \| \| \| \| |
|               | \| \| Thecadactylus rapicauda \| \| \| \| \| \| Thecadactylus solimoensis \| \| \| \| |
|               | Thecadactylus rapicauda                                                               |
|               |                                                                                       |
|               | Thecadactylus solimoensis                                                             |
|               |                                                                                       |